# Grödner Tunnel
Der Grödner Tunnel (italienisch Galleria Gardena) ist ein in Bau befindlicher Eisenbahntunnel der Brennerbahn in Südtirol. Er ist Teil der südlichen Zulaufstrecke zum Brennerbasistunnel, genauer des prioritär gebauten Abschnitts Franzensfeste–Waidbruck. Der Zuschlag zum Bau des Projekts wurde 2021 erteilt, die Bauarbeiten wurden 2024 aufgenommen.

## Lage
Das Nordportal des Grödner Tunnels liegt auf 566 m Höhe nordöstlich der Stadt Klausen. Dort ist er Richtung Norden über eine 250 m lange, das Eisacktal (samt Eisack und Bestandsstrecke) überspannende Brücke mit dem Schalderer Tunnel verbunden. Auf seinem Weg Richtung Süden unterquert der etwa 6,3 km lange Tunnel den Ausgang des Villnößtals und die östlich des Eisacktals aufragenden Berghänge. Im Süden endet der Grödner Tunnel auf 472 m Höhe knapp nördlich vom Bahnhof Waidbruck-Lajen am Ausgang des namengebenden Grödner Tals.

## Tunnelsystem
Der Grödner Tunnel wird aus zwei Tunnelröhren bestehen, die je einem Gleis Platz bieten. Die 6300 m langen Röhren werden weitenteils in einem Abstand von rund 40 m zueinander gebaut und alle 500 m über als Fluchtwege dienende Verbindungsstollen miteinander verbunden sein. Etwa in der Mitte des Bauwerks wird vom Eisacktal her der 1750 m lange Fensterstollen „Glun“ (auch „Klausen“) auf die Röhren treffen. Am Südende des Tunnels verzweigen sich die beiden Röhren, um planfrei in den Bahnhof Waidbruck-Lajen einmünden zu können.

## Funktion
Der Grödner Tunnel ist Teil des prioritär gebauten Projekts Franzensfeste–Waidbruck, das zusammen mit dem Brennerbasistunnel spätestens 2032 fertiggestellt werden soll, da die Bestandsstrecke zwischen Franzensfeste und Brixen mit einer Maximalsteigung von 22,5 ‰ den steilsten Abschnitt südlich des Brennerpasses darstellt. Mit der Fertigstellung der Zulaufstrecke Franzensfeste–Waidbruck gleichzeitig mit dem Brennerbasistunnel kann die gesamte Brennerbahn bei einer Maximalsteigung von 12 ‰ befahren werden, was einer enormen Steigerung der Güterzugkapazitäten gleichkommt.